# 蒸しパン

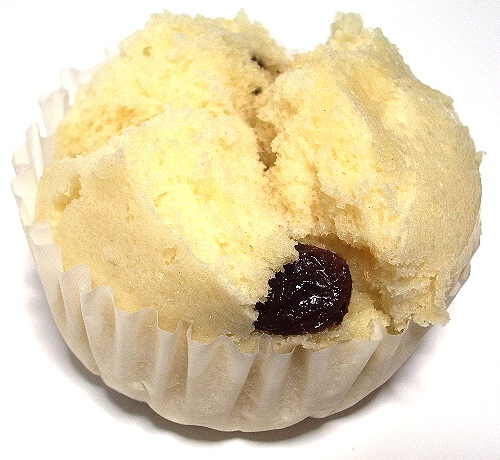
レーズン入りの蒸しパン

蒸しパン（むしパン）は、菓子の一種。小麦粉に重曹やベーキングパウダー、砂糖などを混ぜ、捏ねてから成形し、蒸し器で蒸した膨化食品。果物などを乗せたものは、蒸しケーキとも呼ばれる。

## 歴史
蒸しパン、あるいはパンの起源は明確に解明されていないが、原料であるコムギが栽培され、小麦粉に加工され始めた時期から作られるようになったと推測されている。水と小麦粉で捏ねた生地を醗酵させず、ただ焼いただけのものは約1万年前からメソポタミアやエジプトで食べられていた。やがて偶然から、捏ねた生地に酵母を作用させて焼くと食味が増すことが発見される。エジプトで創造されたパン作りの技術は、地中海の沿岸からヨーロッパ北部へ広まっていった。
中国大陸には、前漢の時代にコムギの栽培と効率の良い碾き臼がシルクロードを通じて伝来した。コムギは乾燥した気候の華北で広く栽培されるようになり、収穫された後に粉に挽かれる。これを水で捏ね、甑や蒸篭など、中国に古来から存在する蒸すための調理器具にかけて加熱調理する。生地を醗酵させないまま蒸した窩頭（ウォートウ）や、発酵させてから蒸したマントウは華北地方の主食として定着した。さらには、餡（中身）を入れた包子や点心、蒸さずに焼く餅（ビン）など、中国独特の粉食文化が花開いた。
日本に饅頭が伝来したのは、室町時代とされている。一般的に中国では餡を詰めた蒸しパンを包子、中身なしをマントウと呼ぶ。しかし、日本に伝わった後には、中身入りながら「饅頭」と呼び習わされるようになった。
安土桃山時代には、南蛮人によって西洋式のパンの作り方が伝えられた。しかし、江戸時代に入ると鎖国政策やキリスト教の禁止などでパン製造はすたれ、長崎の出島で暮らすオランダ人のために細々と作られるのみだった。この頃の日本人がパンを食べた記録は残っていない。当時の日本人の嗜好には、パン独特の酵母菌による醗酵臭が合わなかったことや、聖体としてキリスト教の儀式と密着していたパンは、キリスト教を厭う世相から製造が忌避されたといわれている。
江戸時代中期に出版された料理文献の中に、パンの作り方を載せていたものがある。しかし、生地の醗酵に甘酒を使うなど、作り方は日本の饅頭に近いものだった。なお、この製法のパンは長崎出島以前の平戸の頃から行われていたオランダ東インド会社からのオランダ使節団（期間は1633年から1790年まで）にも振る舞われたという。
鎖国が解かれた後の明治時代にはパンの製法が一般的に確立され、マントウや饅頭に近いパンは一掃された。一方、膨張剤となる重曹の入手が手軽になり、これを使って醗酵の手間を省き、日本に古くからある調理器「蒸篭」にかけて作れる蒸しパンは、子供のおやつや米にかわる代用食としても食されるようになる。
大正時代の米騒動の頃には、「玄米パン」と呼ばれる玄米入りの蒸しパンが誕生した。見た目は餡を抜いた饅頭のようなもので、あまり美味しいとはいえず、当時の不景気を象徴するものだった。また、玄米パンを自転車で商売をしていた地域も大正時代から昭和一桁台（一部では昭和20年代）の頃にかけて存在していた。なお、昭和10年代には大日本帝国陸軍の軍隊調理法でレシピが紹介されているほか、この頃に中国大陸方面との往来が活発化したため、マントウや包子を基にした中華まんが中華街などから普及し始めた。
第二次世界大戦後はGHQによって支給された小麦粉を使用し、ベーキングパウダーと混ぜて捏ねたものを電熱器（木枠に金属板2枚を入れていた器具「パン焼き機」も存在した）または文化鍋で調理し、代用食（当時は電気パンと呼ばれていた）にしたほか、砂糖が貴重だったことからサツマイモや栗を混ぜておやつとしても食されていた。
昭和30年代には、ロバ（実際には木曽馬を使用）に荷車を引かせて販売していたロバのパン屋が一世を風靡した。
1970年代以降に普及したスーパーマーケットや、1980年代以降に普及したコンビニエンスストアでは、商品の回転の速さに対応できるため、日持ちのしない蒸しパンも流通経路に載せられるようになり、大手製パン業者も蒸しパンを製造販売するようになった。黒糖・ヨモギ・サツマイモなどの伝統的な風味のもののほか、チーズ、チョコレート、マンゴーなどの新しい風味のバラエティーも増えつつある。
2008年以降には、米粉のパン類への利用が増えるようになる中、米粉を加えたもちもちとした食感の蒸しパンも作られるようになった。

## 作り方
オーブンなどの設備や火加減などの技術的にもハードルが高く、主に専門職によっている焼成パンと比べ、蒸しパンは家庭でも簡単に作れる。小麦粉、鶏卵、牛乳、砂糖、塩、ベーキングパウダー（重曹でも可）、バターを混ぜて小さなカップに流し入れ、蒸し器で20分から30分蒸かして作る。
近年では、小麦粉とベーキングパウダーに代わってホットケーキミックスを用い、蒸す代わりに電子レンジで過熱する（30分の蒸しが1分半の加熱で済む）、手軽に作る方法が考案されている。
蒸しパンは甘く柔らかく消化吸収が良いため、幼児のおやつに使われる。その際は野菜を練り込むと幼児に不足しがちなビタミン類の摂取に役立ち、家庭の味としてより記憶に残りやすいともされる。

## 点心
中国の菓子（点心）「マーラーカオ」も、蒸しパンの一種である。華南のものの多くは、米粉も混ぜて作る。茶請けとして食べるほか、朝食のひとつとして食べることも多い。
台湾の鹿港鎮などでは、甘さを控えて塩味を加えたものも作られている。
花捲や饅頭なども、蒸しパンに似た点心である。
中国の点心は周辺民族も取り入れている例が多く、例えばウイグル人はファーガオ（fagao、فاگائو）と中国語の「發糕」（ファーガオ、fāgāo）のままの呼び名で食用にしている。

## バリエーション

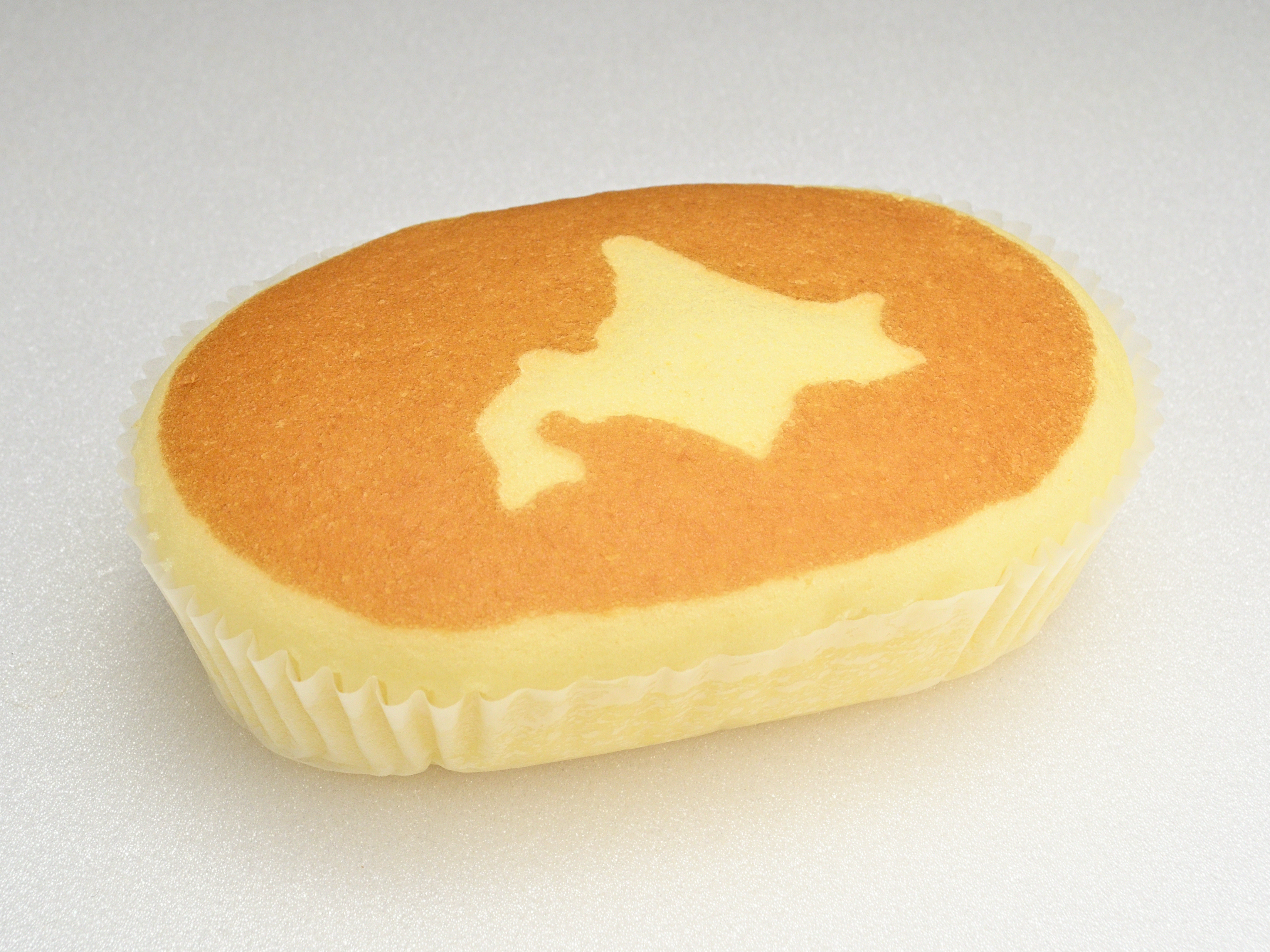
山崎製パンのチーズ入り蒸しパン（北海道チーズ蒸しケーキ）

蒸しパンに色々なものを練りこむことにより、色々な味が味わえる。また、不足しがちな栄養素の添加にも役立つ。
- レーズン
- チョコレートチップ
- ヨモギ
- バナナ
- マンゴー
- 枝豆
- ニンジン
- サツマイモ
- カボチャ
- ゴマ
- ミックスベジタブル
- 抹茶
- あずき
- 甘納豆
- キャラメル
- チーズ
- 練乳
- 紅茶
- 味噌
- 卵黄